# Riste Pandev
Riste Pandev (Macedonisch: Ристе Пандев) (Novo Selo, 25 januari 1994) is een Macedonisch atleet, die gespecialiseerd is in de sprint. Hij nam eenmaal deel aan de Olympische Zomerspelen.

## Biografie
Sinds 2012 nam Pandev deel aan verschillende Europese en wereldkampioenschappen, waar hij telkens werd uitgeschakeld in de reeksen. 
In 2016 nam Pandev deel aan de 100 meter op de Olympische Spelen in Rio de Janeiro. Hij won de eerste voorronde, maar was daarna kansloos 9e en laatste in de tweede reeks, waarmee hij zich niet kon plaatsen voor de halve finale.

## Persoonlijke records
Outdoor
| Onderdeel | Prestatie | Wind     | Datum        | Plaats            |
| --------- | --------- | -------- | ------------ | ----------------- |
| 100 m     | 10,61 s   | +1,5 m/s | 15 juni 2013 | Pravets           |
| 200 m     | 21,65 s   | -1,2 m/s | 6 juli 2014  | La Chaux-de-Fonds |
| 300 m     | 36,39 s   |          | 29 mei 2014  | Langenthal        |

Indoor
| Onderdeel | Prestatie | Datum            | Plaats     |
| --------- | --------- | ---------------- | ---------- |
| 50 m      | 6,09 s    | 11 januari 2014  | Wettingen  |
| 60 m      | 6,86 s    | 16 februari 2013 | Magglingen |
| 200 m     | 22,19 s   | 25 januari 2014  | Magglingen |

## Palmares

### 60 m
- 2013: 7e in reeksen EK Indoor - 6,95 s
- 2014: 6e in reeksen WK Indoor - 7,00 s
- 2015: 7e in reeksen EK Indoor - 6,91 s

### 100 m
- 2013: 5e in reeksen EK U20 - 10,72 s
- 2013: 7e in reeksen Middellandse Zeespelen - 10,93 s
- 2013: 3e in voorrondes WK - 10,97 s
- 2015: 8e in reeksen WK - 11,31 s
- 2016: 9e in reeksen OS - 10,71 s

### 200 m
- 2012: 6e in reeksen WK U20 - 22,22 s
- 2013: 6e in reeksen Middellandse Zeespelen - 22,04 s
- 2014: 8e in reeksen EK - 21,96 s